# Antoine Hey
Antoine Hey (Berlino, 19 settembre 1970) è un allenatore di calcio, dirigente sportivo ed ex calciatore tedesco, di ruolo centrocampista.

## Palmarès

### Giocatore

#### Competizioni nazionali
- Coppa di Cipro: 1

Anorthosis: 2001-2002